# Ruda Tarnowska
Ruda Tarnowska – wieś sołecka w Polsce położona w województwie mazowieckim, w powiecie garwolińskim, w gminie Wilga. Leży przy drodze wojewódzkiej nr 801.
| SIMC    | Nazwa   | Rodzaj    |
| ------- | ------- | --------- |
| 0694043 | Damirów | część wsi |

Wieś szlachecka położona była w drugiej połowie XVI wieku w powiecie garwolińskim ziemi czerskiej województwa mazowieckiego. W latach 1975–1998 miejscowość administracyjnie należała do województwa siedleckiego.
We wsi znajduje się obiekt wypoczynkowy dla Prezydenta RP wraz z lądowiskiem Promnik. Teren jest ogrodzony i strzeżony. We wsi znajdują się zabytkowe krzyże.
Wierni Kościoła rzymskokatolickiego należą do parafii św. Jadwigi Śląskiej w Samogoszczy.